# サディスト (バンド)
サディスト (Sadist) は、イタリアのデスメタル、メロディックデスメタルバンドである。1990年代前半に、デスメタルにメロディを取り入れ、メロディックデスメタルの形成に関わった。その関係でメロディックデスメタルにカテゴライズされることが多い。また、プログレッシブデスメタルにカテゴライズされることも多い。

## 略歴
1991年に、イタリアのデスメタルバンド、ネクロデスのドラマー、ペソを中心に結成。この時のラインナップは、ペソ (Ds)、ファビオ (Vo)、トミー・タラマンカ (G、Key)、アンディ・マルチーニ (B)であった。同年中にデモシングル、『Black Screams』をリリース。後に地元のインディーズレーベルオブスキュア・プラズマ・レコードや、アメリカのワイルド・ラッグス・レコードより再発された。ワイルド・ラッグス・レコードの再発盤は、3曲を追加したカセットテープフォーマットのEPであった。1992年に、ファビオが脱退し、ボーカルはアンディ・マルチーニが兼任する事になった。
1993年に、ノスフェラトゥ・レコードから1stアルバム『Above The Light』をリリースしデビューする。同アルバムは、デスメタルを基礎に、クラシカルなメロディを導入し、メロディックデスメタル黎明期の名盤とされる。同年9月に、アンディ・マルチーニが脱退する。代わって、ザンナ (Vo)とチコ (B)が加入する。ペソの怪我によって、活動が停滞することもあったが、1995年末に、シンセサイザーを前面に出しプログレッシブ・ロックの要素が強くなった2ndアルバム『Tribe』をリリースする。翌1996年になって、日本でもトイズファクトリーから、1stアルバムと2ndアルバムがリリースされ、日本デビューを果たした。
1996年に、レーベル契約をディスプリーズド・レコードに移す。その後、トミー・タラマンカを除く全てのメンバーが脱退する。そのため、アンディ・マルチーニが専任ベーシストとして復帰する。また、新メンバーとして、トレヴァー (Vo)と、オイノス (Ds)が加入する。そして、1997年に3rdアルバム『Crust』をリリースする。
3rdアルバムリリース後、ドラマーのオイノスが脱退し、アレッシオ・スパラロサ (Ds)が加入。レーベルをインパクト/システム・ショックに移して、1999年に4thアルバム『Lego』をリリース。しかし、2000年にバンドは、活動を休止する。バンドの中心人物であるトミー・タラマンカは後に、4thアルバムにニューメタルの要素を加えたことについて「制作上、誤った判断」と語っており、結果的にこの誤った判断によってバンドの雰囲気が悪化し、活動休止に至った。
2005年に、活動休止前と同じメンバーで活動を再開する。ビヨンド...・プロダクションズと契約し、1stおよび2ndアルバムをリマスターして再リリースする。2007年にバンド名を冠した5thアルバム『Sadist』をリリース。2010年にライヴグローバルより6thアルバム『Season in Silence』をリリースする。同アルバムは、北米ではシーズン・オブ・ミストからリリースされた。リリース後、ライヴグローバルを離脱し、スカーレット・レコードと契約した。
2015年に7thアルバム『Hyaena』をリリース。日本では、アヴァロン・レーベルからリリースされ、4thアルバム以来3枚ぶり、実に16年ぶりに日本盤がリリースされた。2018年に8thアルバム『Spellbound』をリリース。同アルバムは、アルフレッド・ヒッチコックの映画からインスピレーションを受けており、11曲中10曲がヒッチコックの映画のタイトルをそのまま使用している。トゥルーパー・エンタテインメントよりリリースされた日本盤邦題は『スペルバウンド　白い恐怖　ヒッチコックに捧ぐ』と副題が付いたものとなっており、各曲の邦題もヒッチコックの映画の邦題をそのままつけている。2019年1月下旬、ベーシストのアンディが脱退したことが発表された。その後、アンドレア・ナッソ (B)が加入した。
2020年11月、9thアルバム『Firescorched』の制作と、メンバーの交代が発表された。前年に加入したアンドレア・ナッソはアルバムに参加することなく脱退し、オブスキュラやペスティレンスの活動で知られるヨルン・パウル・テセリン (B)が加入した。更に1997年から活動休止期間を挟んで23年間在籍したアレッシオ・スパラロサもバンドを離れ、元ネクロファジストのロマン・グーロン (Ds)に交代している。2021年にポーランドのアゴニア・レコードと契約し、翌2022年に9thアルバム『Firescorched』をリリースした。
その後、プレスリリースはなかったが、2023年にリズムセクションが、ダヴィデ・ピッコロ (B)とジョルジオ・"ジェニー"・ピヴァ (Ds)に交代している。

## メンバー

### 現メンバー
- トレヴァー (Trevor) - ボーカル (1996年 - 2000年、2005年 - )
- トミー・タラマンカ (Tommy Talamanca) - ギター、キーボード (1991年 - 2000年、2005年 - )
- ダヴィデ・ピッコロ (Davide Piccolo) - ベース (2023年 - )

フェイト・アンバリード、グラインダーでも活動。
- ジョルジオ・"ジェニー"・ピヴァ (Giorgio "Jenny" Piva) - ドラムス (2023年 - )

フェイト・アンバリード、グラインダー、サイナトラスでも活動。

### 旧メンバー
- ファビオ (Fabio) - ボーカル (1991年 - 1992年)
- ザンナ (Zanna) - ボーカル (1993年 - 1996年)
- アンディー・マルチーニ (Andy Marchini) - ベース (1991年 - 1993年、1996年 - 2000年、2005年 - 2019年)
1992年から1993年の間のみ、ボーカルを兼任した。ダーク・ルナシーでも活動。
- チコ (Chicco) - ベース (1993年 - 1996年)
- アンドレア・ナッソ (Andrea Nasso) - ベース (2019年 - 2020年)
- ヨルン・パウル・テセリン (Jeroen Paul Thesseling) -  (2020年 - 2023年)
オランダ出身。オブスキュラ、ペスティレンスでも活動。
- ペソ (Peso) - ドラムス (1991年 - 1996年)
ネクロデスで活動。
- オイノス (Oinos) - ドラムス (1996年 - 1997年)
- アレッシオ・スパラロサ (Alessio Spallarossa) - ドラムス (1997年 - 2000年、2005年 - 2020年)
- ロマン・グーロン (Romain Goulon) - ドラムス  (2020年 - 2023年)
フランス出身。ネクロファジスト、メフィストフェリアン、レイジング・ザ・ヴェイル、スペクトラルなどでも活動。

## ディスコグラフィ

### スタジオ・アルバム
- 『アバヴ・ザ・ライト』 - Above the Light (1993年)
- 『トライブ』 - Tribe (1996年)
- 『クラスト』 - Crust (1997年)
- 『レゴ』 - Lego (2000年)
- Sadist (2007年)
- Season in Silence (2010年)
- 『ハイエナ』 - Hyaena (2015年)
- 『スペルバウンド　白い恐怖　ヒッチコックに捧ぐ』 - Spellbound (2018年)
- Firescorched (2022年)

### EP & デモ
- Black Screams (1991年) ※デモ
- Black Screams (1991年) ※EP